# Mónika Kovacsicz
Mónika Kovacsicz (ur. 20 listopada 1983 roku w Komárnie) – urodzona na Słowacji piłkarka ręczna reprezentacji Węgier. Obecnie występuje w węgierskim Ferencvárosi TC. Gra na pozycji obrotowej. Brązowa medalistka mistrzostw Świata 2005. Brązowa medalistka mistrzostw Europy 2012.
Jej kuzynką jest Szandra Zácsik, węgierska piłkarka ręczna i reprezentantka kraju.

## Sukcesy

### reprezentacyjne
- Mistrzostwa Świata:
  -  2005
- Mistrzostwa Europy:
  -  2012

### klubowe
- Mistrzostwa Węgier:
  -  2005, 2006
  -  2004, 2007, 2012
  -  2008, 2011

Puchar Węgier:
- -  2005, 2006, 2007
- Mistrzostwa Danii:
  -  2009, 2010
- Liga Mistrzyń:
  -  2009, 2010
- Puchar Danii:
  -  2009, 2010
- Puchar zdobywców Pucharów:
  -  2011, 2012
  -  2006
- Puchar EHF:
  -  2004, 2005

## Nagrody indywidualne
- najlepsza strzelczyni Pucharu Zdobywców Pucharów 2011/12